# Lepidodexia micropyga
Lepidodexia micropyga är en tvåvingeart som först beskrevs av Wulp 1895.  Lepidodexia micropyga ingår i släktet Lepidodexia och familjen köttflugor. Inga underarter finns listade i Catalogue of Life.